# بينامار
بينامار هي مدينة في الأرجنتين، تتبع Pinamar Partido ‏، بلغ عدد سكانها 25,397 نسمة.

## المناخ
يظهر الجدول التالي التغييرات المناخية على مدار السنة لبينامار:
| البيانات المناخية لـبينامار             | البيانات المناخية لـبينامار | البيانات المناخية لـبينامار | البيانات المناخية لـبينامار | البيانات المناخية لـبينامار | البيانات المناخية لـبينامار | البيانات المناخية لـبينامار | البيانات المناخية لـبينامار | البيانات المناخية لـبينامار | البيانات المناخية لـبينامار | البيانات المناخية لـبينامار | البيانات المناخية لـبينامار | البيانات المناخية لـبينامار | البيانات المناخية لـبينامار |
| الشهر                                   | يناير                       | فبراير                      | مارس                        | أبريل                       | مايو                        | يونيو                       | يوليو                       | أغسطس                       | سبتمبر                      | أكتوبر                      | نوفمبر                      | ديسمبر                      | المعدل السنوي               |
| --------------------------------------- | --------------------------- | --------------------------- | --------------------------- | --------------------------- | --------------------------- | --------------------------- | --------------------------- | --------------------------- | --------------------------- | --------------------------- | --------------------------- | --------------------------- | --------------------------- |
| متوسط درجة الحرارة الكبرى °م (°ف)       | 25.8 (78.4)                 | 25.0 (77.0)                 | 23.6 (74.5)                 | 20.4 (68.7)                 | 17.0 (62.6)                 | 13.6 (56.5)                 | 13.3 (55.9)                 | 14.3 (57.7)                 | 16.1 (61.0)                 | 18.8 (65.8)                 | 21.7 (71.1)                 | 25.0 (77.0)                 | 19.6 (67.3)                 |
| المتوسط اليومي °م (°ف)                  | 20.4 (68.7)                 | 20.1 (68.2)                 | 18.9 (66.0)                 | 15.3 (59.5)                 | 12.4 (54.3)                 | 9.1 (48.4)                  | 8.6 (47.5)                  | 9.3 (48.7)                  | 11.4 (52.5)                 | 13.8 (56.8)                 | 16.1 (61.0)                 | 19.4 (66.9)                 | 14.6 (58.3)                 |
| متوسط درجة الحرارة الصغرى °م (°ف)       | 15.8 (60.4)                 | 15.5 (59.9)                 | 14.6 (58.3)                 | 10.6 (51.1)                 | 8.5 (47.3)                  | 5.3 (41.5)                  | 4.8 (40.6)                  | 4.9 (40.8)                  | 6.9 (44.4)                  | 9.3 (48.7)                  | 11.1 (52.0)                 | 14.4 (57.9)                 | 10.1 (50.2)                 |
| الهطول مم (إنش)                         | 136 (5.4)                   | 54 (2.1)                    | 86 (3.4)                    | 69 (2.7)                    | 90 (3.5)                    | 46 (1.8)                    | 57 (2.2)                    | 50 (2.0)                    | 54 (2.1)                    | 62 (2.4)                    | 72 (2.8)                    | 119 (4.7)                   | 895 (35.2)                  |
| متوسط أيام هطول الأمطار                 | 10                          | 8                           | 9                           | 9                           | 10                          | 9                           | 9                           | 9                           | 8                           | 10                          | 10                          | 10                          | 111                         |
| متوسط الرطوبة النسبية (%)               | 70                          | 72                          | 74                          | 76                          | 79                          | 79                          | 81                          | 76                          | 77                          | 73                          | 69                          | 70                          | 75                          |
| المصدر: Servicio Meteorológico Nacional |                             |                             |                             |                             |                             |                             |                             |                             |                             |                             |                             |                             |                             |

## مدن توأم
المدن التوأم:
- ميرتل بيتش
- عاليه.

## أعلام
- برونو فاراني
- ليوبولدو ميلو
- برونو سينتينو
- لياندرو كاباييرو